# Live in London (R5)
Live in London è un EP dal vivo del gruppo musicale statunitense R5, tratto dal Louder World Tour. È il terzo EP del gruppo e il primo dal vivo, pubblicato nel solo formato digitale il 29 maggio 2014 dall'etichetta discografica Hollywood Records.

## Registrazione
L'EP è stato registrato durante un concerto in Inghilterra del Louder World Tour nel 2014 alla The O2 Arena di Londra e con esso è stata pubblicata in rete anche una serie di video musicali dal vivo registrati durante lo stesso spettacolo.
La scaletta comprende sei brani live tratti dall'album di debutto della band, Louder, e dal precedente EP, Loud, entrambi pubblicati nel 2013. Inoltre in esso è presente una collaborazione con il gruppo musicale inglese The Vamps.

## Tracce
1. Counting Stars (ft. The Vamps) - 5:34
2. (I Can't) Forget About You - 4:33
3. Ain't No Way We're Goin' Home - 3:52
4. Loud - 6:53
5. Pass Me By - 3:43
6. One Last Dance - 3:27